# 에터
에터(영어: ether) 또는 에테르는 R－O－R'의 일반식으로 나타내어지는 화합물을 의미한다. 알코올과 에터는 물의 유사체이다. 알코올은 물의 수소 원자 하나가 알킬기로 치환된 형태라면, 에터는 물의 수소 원자 두 개가 알킬기로 치환된 형태이다. R = R' 인 에터를 대칭 에터(symmetrical ether)라 하고, R과 R'가 다른 에터를 비대칭 에터(unsymmetrical ether)라고 한다.

## 명명법
- IUPAC 명명법 : 긴 사슬을 줄기로서 명명하고, 그보다 작은 것을 치환기로 취급하여서 알콕시(alkoxy)그룹으로 명명한다.[3] 따라서 알케인에 에터 그룹이 하나 있는 형태는 알콕시 알케인(alkoxyalkane)과 같이 명명한다.[3]

- 관용명 : 두개의 알킬기(alkyl group)를 알파벳 순서대로 명명하고, 뒤에 에터(ether)를 붙인다.[3] 하지만 이 규칙에 따르지 않는 관용명도 있다.

예) 괄호 밖은 IUPAC 명명법을 사용하였고, 괄호 안은 관용명을 나타내었다.

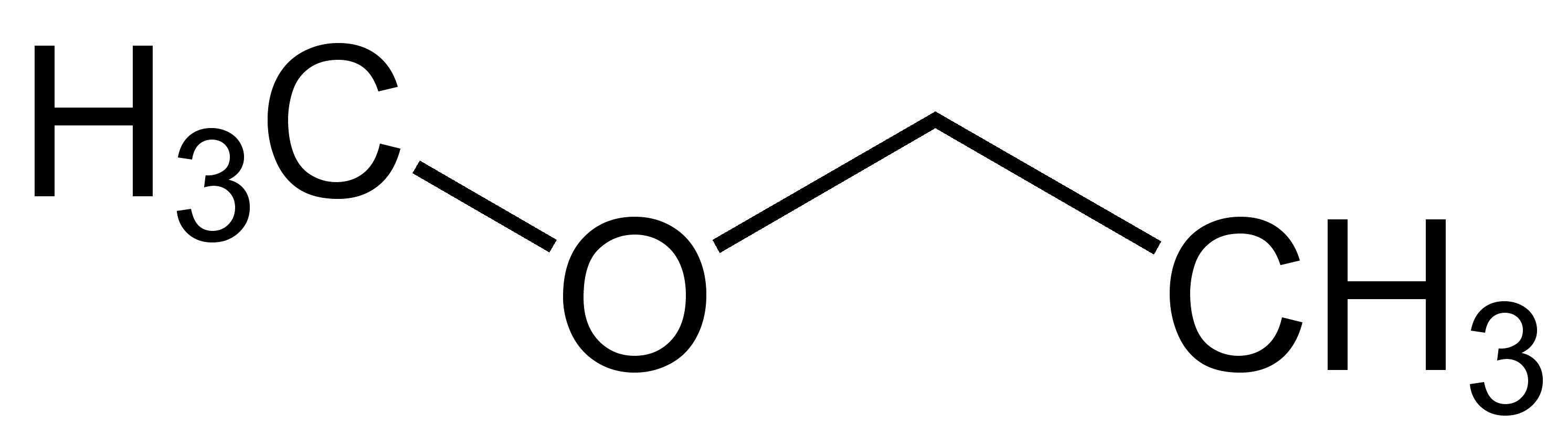
methoxyethane
ethoxyethane             (diethyl ether)
1,2-dimethoxyethane   (glycol dimethyl ether, glyme)

## 성질
- 고리 무리가 큰 몇 가지 고리형 에터를 제외하면, 일반적으로 에터는 반응성이 적다.[3] 따라서 많은 유기 반응에서 용매로 사용된다.[3]
- 간단한 에터인 알콕시 알케인(alkoxyalkane)은 CnH2n+2O의 분자식을 가진다.[4] 따라서 알코올인 알칸올(alkanol)과 분자식이 같으므로, 이 둘은 구조 이성질체 관계에 있다.[4]
- 에터는 수소 결합을 하지 않기 때문에, 이성질체 관계의 알코올보다 끓는점이 낮다.[4]
- 작은 분자량의 알콕시 알케인(alkoxyalkane)은 물에 녹는다.[4] 이는 에터와 물이 수소 결합을 하기 때문이다.[5] 그러나 크기가 증가할수록 물에 대한 용해도는 점점 낮아진다.[4]  에터의 산소는 극성을 띠므로 물과 수소 결합을 형성하여 친수성을 나타내지만, 그 이외의 부분은 소수성이므로 크기가 커질수록 물에 대한 용해도는 점점 낮아지게 된다.[5]
- 보통 마취제로 알려진 에터는 CH3CH2OCH2CH3 (다이에틸 에터, diethyl ether)이다.[6]

## 에터 합성법
- Williamson 에터 합성 : 에터는 분자 간 Williamson 합성법으로 만들 수 있다. 이는 총 두 단계로 나눌 수 있다. 일단 나트륨 금속(Na)이나 NaH 등을 이용하여 알코올(alcohol)로부터 알콕사이드(alkoxide)를 만든다. 다음에 알콕사이드가 입체 장애가 적은 1차 alkyl halide 또는 tosylate와 Sn2반응을 하면 에터가 합성된다.[7]

- - R'는 메틸이거나 1차이어야 한다.[8]
  - ROH는 1차나 2차 알코올이어야 한다. 3차 알코올이면 제거반응이 일어나기 때문이다.(R'가 메틸기일 때는 제외))[8]

- 알코올 + 산(H+) → 에터
  - 1차 알코올
    - 이 때, 온도를 주의하여야 한다. 더 높은 온도(180 °C)에서 반응시키면, 제거반응이 일어나서 알켄이 생성된다.[9]

- - 2차 알코올

- - 3차 알코올

- - 알켄의 알콕시수은화 반응(alkoxymercuration reaction)/수은 이탈 반응
    - mercuric acetate 또는 (CF3CO2)2Hg (mercuric trifluoroacetate) 존재 하에서, 알켄 + 알코올 -> 에터[10]

- 1차, 2차, 3차 알코올 모두 쉽게 반응한다. 하지만 입체 장애 때문에, ditertiary ether는 만들어질 수 없다.[11]

## 반응
- 할로젠화 수소에 의한 에터의 분해

- - 할로젠은 Br 또는 I이어야 한다.[8]

에터의 일반형을 R-O-R'로 쓰고 반응이 일어나는 곳이 R-O 라고 한다면, 다음과 같은 반응이 일어난다.
R -> 1차 : Sn2
2차 : Sn1 또는 Sn2
3차 : Sn1
2. 에터 -> peroxide 합성
라디칼 메커니즘으로 느리게 생성된다.

## 고리형 에터(cyclic ether)

### 고리형 에터의 명명법
IUPAC 명명법 : 줄기 고리가 단일 결합으로 구성된 경우만을 고려하면, 고리를 구성하는 탄소와 산소 수를 모두 합하여서 옥사시클로알칸(oxacycloalkane)으로 명명한다. 여기서 접두사 옥사(oxa)는 시클로 알칸(cycloalkane)에서 탄소가 산소로 치환된 것을 나타낸다. 고리에 연결된 치환기를 명명할 때에는, 고리에 있는 산소 원자에서부터 번호를 붙인다.
관용명 : 몇 가지 관용적으로 사용되는 이름이 존재한다.
예) 괄호 밖은 IUPAC 명명법을 사용하였고, 괄호 안은 관용명을 나타내었다.

oxacyclopropane     (oxirane ,epoxide, ethylene oxide)
oxacyclobutane      (oxetane)
oxacyclopentane       (tetrahydrofuran(THF))
oxacyclohenxane     (tetrahydropyran)
1,4-dioxacyclohexane     (1,4-dioxane)

### 고리형 에터 합성법
에터는 분자 간 Williamson 합성법으로 만들었지만, 이와 유사하게 분자 내 Williamson 합성법을 이용하면 고리형 에터를 만들 수 있다. 한 분자 내에 히드록시기(-OH)와 할로젠 그룹(-X)을 가지고 있으면, 염기 조건에서 다음과 같이 고리형 에터가 합성된다.

### 고리형 에터 반응
epoxide의 산소는 sp3이므로 C-O-C 결합각이 약 109.5°가 되어야하지만, 삼각형의 고리를 구성하고 있으므로 거의 60°에 가깝다. 따라서 epoxide는 각 무리(angle strain)로 인해서 다른 에터보다 훨씬 반응성이 크다. 대표적인 epoxide 반응의 예로 epoxide의 고리 열림 반응이 있다. 아래 반응들은 모두 Sn2 반응이다.
1. 치환기가 많은 부분에 친핵성 공격이 일어나서 고리가 열리는 반응
•산 조건에서 고리 열림 반응
2. 치환기가 적은 부분에 친핵성 공격이 일어나서 고리가 열리는 반응
•염기 조건에서 고리 열림 반응
•LiAlH4(LAH)에 의한 고리 열림 반응
•유기금속화합물에 의한 고리열림 반응

## 고리형 폴리에터(cyclic polyether)

### 크라운 에터(crown ether)
크라운 에터는 1,2-에테인다이올을 기본 단위로 하여서 연결된 형태이다.
크라운 에터의 한 가지 예를 들자면, '18-크라운-6' 이 있는데 이 물질의 구조는 다음과 같다.

18-crown-6

여기서 18은 고리를 구성하는 총 원자 수를 의미하고, 6은 고리를 구성하는 원자 중 산소 원자의 수를 의미한다.
고리의 안쪽은 전자가 풍부하여서 강한 음전하를 띤다. 이는 고리를 구성하는 산소 원자가 비공유전자쌍을 가지기 때문이다.
이러한 음전하 때문에 크라운 에터는 쉽게 루이스 염기(전자를 주는 물질)로 작용하여서, 전자가 부족한 금속 이온과 배위 결합을 할 수 있다.
예를 들면, 벤젠(benzene) 용매에 KMnO4를 사용하고자 하는 경우가 있다. 그러나 KMnO4는 이온 결합 물질이므로 벤젠에 거의 녹지 않는다. 이 때 용매에 18-크라운-6을 첨가해 주면, 아래 반응과 같이 18-crown-6이 K+와 배위 결합하여서 착물을 형성하므로 KMnO4를 쉽게 녹일 수 있다.
또한 크라운 에터는 고리의 크기와 양이온의 크기에 따라서 선택적으로 배위결합한다. 예를 들어, 18-crown-6 고리에 Na+는 너무 작고, CS+는 너무 크므로 K+에 선택적으로 더 강하게 결합한다.

### 크립탄드(cryptand)
크라운 에터의 3차원 유사체를 크립탄드라고 한다. 따라서 크립탄드의 내부는 크라운 에터와 같이 강한 음전하를 띄므로, 알칼리 금속 뿐 아니라 다른 금속에 매우 선택적으로 결합한다.

2.2.2-Cryptand

## 같이 보기
- 에스터
- 알콕시글리세롤

## 참고 문헌
- L.G.Wade, Jr., 화학교재편찬위원회 역 (1996). 《유기화학, 3rd edition》. 서울: 淸文閣. ISBN 8970882243.

- Peter Vollhardt, Neil Schore (2009). 《Organic Chemistry: Structure and Function, 6th edition》. New York: W. H. Freeman and Company. ISBN 9781429239240.

- T.W.Graham Solomons, Graig B.Fryhle, 이창규•한인숙 역 (2008). 《유기화학, 9th edition》. 경기도: 자유아카데미. ISBN 9788973387083.

- Harold Hart, 채우기•박봉서•김성식 역 (1996). 《유기화학, 9th edition》. 서울: 교보문고. ISBN 8970851291.

- John McMurry, 이영행 외 41명 역 (2008). 《유기화학, 7th edition》. 서울: 사이플러스. ISBN 9788992603065.

- Janice Gorzynski Smith, 유기화학교재연구회 역 (2008). 《유기화학, 2nd edition》. 경기도: 자유아카데미. ISBN 9788973386970.